# Lichenopora quincuncialis
Lichenopora quincuncialis är en mossdjursart som beskrevs av Canu och Bassler 1929. Lichenopora quincuncialis ingår i släktet Lichenopora och familjen Lichenoporidae. Inga underarter finns listade i Catalogue of Life.